# Benedikt IV.
Benedikt IV. (? Řím – červenec 903 Řím) byl papežem od roku 900 až do své smrti.

## Život
Narodil se v Římě jako syn rodilého Římana Mammaluse. Historik desátého století Frodoard, který mu dal přezdívku veliký, chválil jeho urozený původ, velkorysost a zájem o veřejné dobro. Jeho předchůdcem byl Jan IX. (898–900), nástupcem Lev V. (903). Vládl v době temného úpadku papežství, kdy byla doba pontifikátu několika papežů za sebou velmi krátká a o jejich smrti je toho známo velmi málo.
V roce 901 korunoval Ludvíka Provensálského císařem Svaté říše římské.

## Odkazy

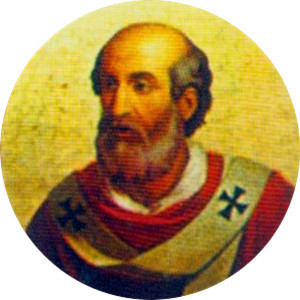
Portrét papeže Benedikta IV. v bazilice sv. Pavla za hradbami